# Creedence Clearwater Revival: Box Set
Creedence Clearwater Revival: Box Set è un box set dei Creedence Clearwater Revival, pubblicato nell'ottobre 2001 dalla Fantasy Records. Il box, formato da sei dischi, per un totale di 121 tracce, presenta tutti gli album in studio, due live completi e il materiale registrato dal gruppo sotto i nomi "The Golliwogs" e "The Blue Velvets".

## Tracce

### Disco uno
1. Come on Baby
2. Oh My Love
3. Have You Ever Been Lonely
4. Bonita
  - Le tracce dalla 1 alla 4 furono registrate come Tommy Fogerty & The Blue Velvets
5. Don't Tell Me No Lies
6. Little Girl (Does Your Mama Know)
7. Where You Been
8. You Came Walking
9. You Can't Be True [First Version]
10. You Got Nothin' on Me
11. I Only Met You Just an Hour Ago
12. Brown-Eyed Girl
13. You Better Be Careful
14. Fight Fire
15. Fragile Child
16. She Was Mine
17. Gonna Hang Around
18. Try Try Try
19. Instrumental #1
20. Little Tina
21. Walking on the Water
22. You Better Get It Before It Gets You
23. Tell Me
24. You Can't Be True [Second Version]
  - Le tracce dalla 5 alla 24 furono registrate come The Golliwogs
25. Action USA Promotional Spot

### Disco due
1. Call It Pretending
  - La traccia 1 fu registrata come The Golliwogs, e come lato B del primo singolo dei Creedence
2. Put a Spell on You
3. The Working Man
4. Susie Q
5. Ninety-Nine and a Half
6. Get Down Woman
7. Porterville
8. Gloomy
9. Walk on the Water
  - Le tracce dalla 2 alla 9 sono estratte dall'album Creedence Clearwater Revival
10. Born on the Bayou
11. Bootleg
12. Graveyard Train
13. Good Golly Miss Molly
14. Penthouse Pauper
15. Proud Mary
16. Keep on Chooglin'
  - Le tracce dalla 10 alla 16 sono estratte dall'album Bayou Country

### Disco tre
1. Green River
2. Commotion
3. Tombstone Shadow
4. Wrote a Song for Everyone
5. Bad Moon Rising
6. Lodi
7. Cross-Tie Walker
8. Sinister Purpose
9. The Night Time Is the Right Time
  - Le tracce dalla 1 alla 9 sono estratte dall'album Green River
10. Down on the Corner
11. It Came Out of the Sky
12. Cotton Fields
13. Poorboy Shuffle
14. Feelin' Blue
15. Fortunate Son
16. Don't Look Now (It Ain't You or Me)
17. The Midnight Special
18. Side of the Road
19. Effigy
  - Le tracce dalla 10 alla 19 sono estratte dall'album Willy and the Poor Boys

### Disco quattro
1. Ramble Tamble
2. Before You Accuse Me
3. Travelin' Band
4. Ooby Dooby
5. Lookin' Out My Back Door
6. Run Through the Jungle
7. Up Around the Bend
8. My Baby Left Me
9. Who'll Stop the Rain
10. I Heard It Through the Grapevine
11. Long As I Can See the Light
  - Le tracce dalla 1 alla 11 sono estratte dall'album Cosmo's Factory
12. Pagan Baby
13. Sailor's Lament
14. Chameleon
15. Have You Ever Seen the Rain?
16. (Wish I Could) Hideaway
17. Born to Move
18. Hey Tonight
19. It's Just a Thought
  - Le tracce dalla 12 alla 19 sono estratte dall'album Pendulum

### Disco cinque
1. Molina
2. Rude Awakening #2
  - Le tracce 1 e 2 sono estratte dall'album Pendulum
3. 45 Revolutions Per Minute (Part 1)
4. 45 Revolutions Per Minute (Part 2)
  - Le tracce 3 e 4 sono inedite
5. Lookin' for a Reason
6. Take It Like a Friend
7. Need Someone to Hold
8. Tearin' Up the Country
9. Someday Never Comes
10. What Are You Gonna Do
11. Sail Away
12. Hello Mary Lou
13. Door to Door
14. Sweet Hitch-Hiker
  - Le tracce dalla 5 alla 14 sono estratte dall'album Mardi Gras
15. Born on the Bayou [Live]
16. Green River [Live]
17. Tombstone Shadow [Live]
18. Don't Look Now (It Ain't You or Me) [Live]
19. Travelin' Band [Live]
20. Who'll Stop the Rain [Live]
21. Bad Moon Rising [Live]
22. Proud Mary [Live]
23. Fortunate Son [Live]
24. Commotion [Live]
  - Le tracce dalla 15 alla 24 sono estratte dall'album The Concert

### Disco sei
1. The Midnight Special [Live]
2. The Night Time Is the Right Time [Live]
3. Down on the Corner [Live]
4. Keep on Chooglin' [Live] 	
  - Le tracce dalla 1 alla 4 sono estratte dall'album The Concert
5. Born on the Bayou [Live]
6. Green River/Susie Q [Live]
7. It Came Out of the Sky [Live]
8. Door to Door [Live]
9. Travelin' Band [Live]
10. Fortunate Son [Live]
11. Commotion [Live]
12. Lodi [Live]
13. Bad Moon Rising [Live]
14. Proud Mary [Live]
15. Up Around the Bend [Live]
16. Hey Tonight [Live]
17. Sweet Hitch-Hiker [Live]
18. Keep on Chooglin' [Live]
  - Le tracce dalla 5 alla 18 sono estratte dall'album Live in Europe

## Formazione
- John Fogerty - chitarra, voce
- Tom Fogerty - chitarra
- Doug Clifford - batteria
- Stu Cook - basso